# Paradicranophorus verae
Paradicranophorus verae är en hjuldjursart som beskrevs av Boris Ivanovich Bogoslovsky 1958. Paradicranophorus verae ingår i släktet Paradicranophorus och familjen Dicranophoridae. Inga underarter finns listade i Catalogue of Life.